# Bånd på livet
Bånd på livet er en dansk kortfilm fra 2000, der er instrueret af Annette K. Olesen efter manuskript af hende selv, Jens Korse, Oliver Zahle og Lars le Dous.

## Handling
Denne artikel mangler et handlingsreferat. Hjælp os med at skrive det.

## Medvirkende
- Oliver Zahle - Kristian/Jacob
- Iben Hjejle - Alberte
- Lars le Dous - Modedesigner
- Ellen Hillingsø - Modedesigner
- Anne Louise Hassing - Pige ved busstoppested
- Thure Lindhardt - Modedesigner
- Jacob Thuesen - Modedesigner
- Meliha Saglanmak - Rengøringsdame
- Jens Korse - Arbejder
- Lars Kaalund - Meningsleverandør
- Ingolf Gabold - Museumsgæst
- Kirsten Nørskov - Museumsgæst